# 比翁吉
比翁吉（義大利語：Bivongi），是意大利雷焦卡拉布里亚省的一个市镇。总面积25.3平方公里，人口1446人，人口密度57.2人/平方公里（2009年）。ISTAT代码为080010。